# MONofobia
MONofobia – drugi w karierze demo szczecińskiego zespołu muzycznego Quo Vadis. Został wydany w Maju 1989 roku własnym sumptem, bez udziału oficjalnego wydawcy. Został wydany wyłącznie na kasety magnetofonowe.

## Lista Utworów[1]
| Nr | Tytuł utworu                               | Długość |
| -- | ------------------------------------------ | ------- |
| 1. | „...albo nie być”                          | 3:32    |
| 2. | „MONofobia”                                | 4:13    |
| 3. | „Depresja”                                 | 4:37    |
| 4. | „Trzy szósteczki”                          | 4:17    |
| 5. | „Kocham cię, kochanie moje” (Cover Maanam) | 1:19    |
|    |                                            | 17:58   |

## Twórcy[2]
- Tomasz „Skaya” Skuza – wokal, bass
- Mariusz „Bączek” Bączkiewicz – gitara
- Wojciech „Łysy” Słabicki – perkusja